# Вормсі (волость)
Во́рмсі (ест. Vormsi vald) — волость в Естонії, адміністративна одиниця повіту Ляенемаа. Волость охоплює острів Вормсі та невеликі острови й острівці поблизу нього.

## Географічні дані
Площа волості — 92,93 км2, чисельність населення на 1 січня 2017 року становила 411 осіб.

## Населені пункти
Адміністративний центр — село Гулло.
На території волості розташовані 14 сіл (ест. küla):
Боррбю (Borrby), Госбю (Hosby), Гулло (Hullo), Дібю (Diby), Керслеті (Kersleti), Норрбю (Norrby), Релбю (Rälby), Румпо (Rumpo), Саксбю (Saxby), Свібю (Sviby), Седербю (Söderby), Сууремийза (Suuremõisa), Фелларна (Fällarna), Фербю (Förby).
Села волості мають переважно шведські назви.

## Історія
До Другої світової війни більшу частину населення острова Вормсі складали шведи. Перед радянською окупацією Естонії більшість шведів переїхала до Швеції. Після проголошення незалежності Естонії в 1991 році шведські сім'ї почали повертатися на острів і відновлювати свої колишні володіння.